# Fred: The Movie
Fred: The Movie um filme independentes de comédia feito para a televisão escrito por David A. Goodman, dirigido por Clay Weiner, e produzido por Brian Robbins e Binkow Gary. O filme é baseado nas aventuras de Fred Figglehorn, um personagem criado e interpretado por Lucas Cruikshank e postado no YouTube canal Cruikshank.  O filme lança Siobhan Fallon Hogan e John Cena como os pais de Fred. A cantora e atriz Pixie Lott  Primeiro como um  teatral liberação nos Estados Unidos, o filme estreou, em vez de Nickelodeon, um canal de televisão. Em 18 setembro de 2010 nos EUA
No Reino Unido, o filme está previsto para ser lançado nos cinemas no verão de 2011.

## História
Fred Figglehorn (Lucas Cruikshank) tem uma queda por Judy (Pixie Lott), porém tem medo do valentão da vizinhança, que vive do outro lado da rua, Kevin (Jake Weary), que frustra as tentativas de Fred vê-la. Quando Fred finalmente consegue trazê-la a sua casa, ele descobre. Embarca em uma jornada para encontrá-la, ele encontra Derf (também interpretada por Lucas Cruikshank), cuja descontraída personalidade contrasta com o comportamento hiperativo de Fred. Fred aventura o leva por toda a cidade.
Fred finalmente chega à casa da Judy, apenas para descobrir que ela preparou uma festa e que não foi convidado. No dia seguinte, os posts de Kevin mostrando um vídeo de Fred doente na festa de Judy no YouTube. Fred então arquiteta um plano para se vingar e impressionar seus colegas. Ele convida sua melhor amiga, Bertha (Jennette McCurdy) para seu partido e recusa-se a convidar todos os que participaram do partido de Judy.
Judy, mostra-se em sua casa para cantar com ele, que faz com que Fred grite de empolgação.
Durante todo o filme, Fred imagina seu pai (John Cena) entrando e ajudando-o. No final do filme, fica implícito através de um comentário feito por sua mãe (Siobhan Fallon Hogan), que seu verdadeiro pai é Danny Janetti (Clay Weiner).

## Elenco
- Jordan Black como balconista loja Gary
- John Cena como o pai de Fred (criação)
- Stephanie como mãe de Kevin
- Lucas Cruikshank como Fred Figglehorn e Derf
- Siobhan Fallon Hogan como a mãe de Fred
- Pixie Lott como Judy
- Jennette McCurdy como Bertha
- Oscar Nunez como o Dog groomer Lerenzo
- Jake Weary como Kevin
- Clay Weiner como Danny Janetti
- Gary Anthony Williams, como gerente de lavanderia
- Chris Wylde como guarda de segurança